# 叉斑刺足蛛
叉斑刺足蛛（学名：Phrurolithus komurai）为光灰蛛科刺足蛛属的动物。分布于日本以及中国大陆的浙江、安徽等地。该物种的模式产地在日本。